# Пахомий (Леонов)
Пахомий (в миру Пётр Назарович Леонов; ум. 1794) — иеромонах Русской православной церкви; настоятель Свято-Успенской Саровской пустыни.

## Биография
О его детстве и мирской жизни сведений практически не сохранилось, известно лишь, что Пётр Леонов родился в городе Курске в купеческой семье.
В 1762 году в городе Москве Пётр Леонов был пострижен в монашество митрополитом Новгородским и Великолуцким Димитрием с наречением имени Пахомий.
В 1764 году Пахомий был посвящён в иеромонахи, а в 1777 году избран в строители (настоятели) Свято-Успенской Саровской пустыни с почти единодушного согласия всей монастырской братии. Время его управления обителью известно тем, что при нём явились такие подвижники в пустыни Саровской, которым обязаны своим благоустройством и другие пустыни, как то Дорофеева Южская в Ярославской епархии и Коренная Знаменская близ города Курска, а особенно древний Валаам.
Пахомий (Леонов) скончался в глубокой старости 6 ноября 1794 года. При нём построено несколько каменных монастырских зданий, в числе которых больница и странноприимница.